# 学校法人聖ミカエル学院

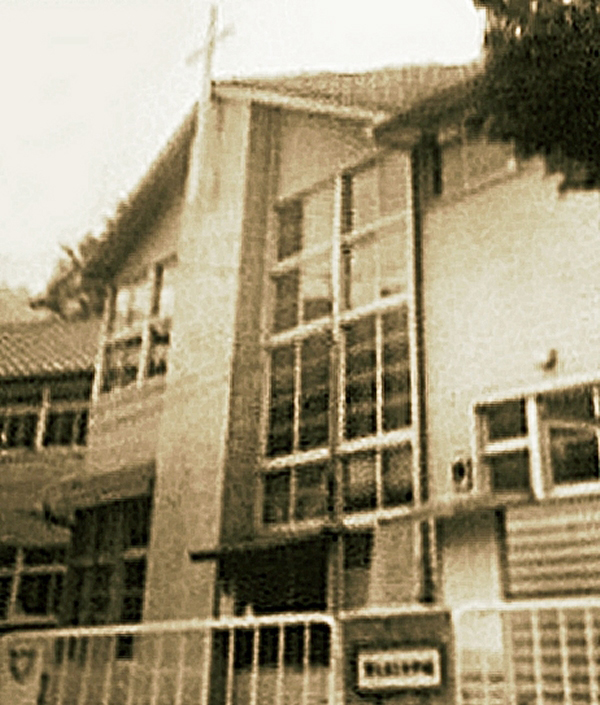
聖ミカエル学園正門

学校法人聖ミカエル学園（がっこうほうじんせいミカエルがくえん）とは、かつて神奈川県鎌倉市常盤445にて聖ミカエル学院幼稚園を運営していた学校法人。
日本聖公会聖ミカエル学園の発足当時の所在地は鎌倉市二階堂912-1で、ここに小学校、中学校、高校が置かれていた。当時は三井家（旧・三井財閥）の所有地であり、初代の学園長は三井家の三井高昶（たかあきら）だった。跡地は二階堂運動広場（ミカエル広場）を経て現在は「鎌倉青少年会館」となっている。
当初は短期大学設立の構想も立てていた。
近年は幼稚園のみの運営となっていたが、2023年3月をもって閉園した。これで幼稚園・小学校・中学校・高等学校全てが廃校となったことになる。

## 概要
日本聖公会によって学校法人聖ミカエル学園が設立された。

## 沿革
- 1951年4月 - 聖ミカエル学園小学校開校。
- 1951年9月 - 学校法人聖ミカエル学園認可。
- 1954年4月 - 聖ミカエル学園中学校開校。
- 1959年4月 - 聖ミカエル学園高等学校開校。
- 1964年3月 - 小学校休校。
- 1971年4月 - 中学校、高等学校の募集を停止。横浜市中区山手町235の仮校舎（横浜山手聖公会）移転して高等学校の最後の13回生が卒業
- 1972年3月 - 中学校、高等学校廃校。
- 1979年4月 - 日本聖公会横浜教区が運営していた聖ミカエル教会（鎌倉市小町）に併設されていたミカエル幼稚園を、引き継ぐ形で、聖ミカエル学院幼稚園を開園。
- 1990年4月 - 小学校、正式廃校。
- 2023年3月 - 幼稚園が閉園。

## 著名な卒業生
- 西岡徳馬（小学校）
- 堺正章（小学校）
- 前田美波里（小学校）
- 大石吾朗（高等学校）
- 佐川一政（小学校）
- 藤間文彦（高等学校／学校案内パンフレットに生徒モデルとして画像掲載あり）
- 結城三枝子（高等学校／学校案内パンフレットに生徒モデルとして画像掲載あり）
- 落合正勝[1] （高等学校）